# Tomosvaryella translata
Tomosvaryella translata är en tvåvingeart som först beskrevs av Walker 1857.  Tomosvaryella translata ingår i släktet Tomosvaryella och familjen ögonflugor. Inga underarter finns listade i Catalogue of Life.